# 埃利斯維爾 (密西西比州)
埃利斯維爾（英語：Ellisville）是一個位於美國密西西比州瓊斯縣的城市。根據2010年美國人口普查，該地共人口4,448人，而該地的面積約為27.54平方千米。同時該地與勞雷爾同為瓊斯縣的縣治。

## 地理
埃利斯維爾的座標為31°36′04″N 89°12′08″W / 31.60111°N 89.20222°W，而該地的平均海拔高度為77米（即253英尺）。